# Tysklands damlandslag i landhockey
Tysklands damlandslag i landhockey representerar det tyska landhockeyförbundet i internationella turnieringar. Laget har funnits sedan den 30 november 1930 då man slog Australien med 3-2 vid en landskamp i Köln.

### Fotnoter
1. ↑  ”Deutscher Hockey-Bund”. http://hockey.de/VVI-web/default.asp?lokal=DHB&innen=/VVI-web/Kalender/Laenderspiel-Jahre.asp&Jahr=1930&Team=2&FH=. Läst 21 augusti 2011.
2. ↑  ”Deutscher Hockey-Bund”. http://hockey.de/VVI-web/default.asp?lokal=DHB&innen=/VVI-web/Kalender/Laenderspiel-Statistik.asp&Team=2&FH=F&Gegen=AUS. Läst 21 augusti 2011.